# Carus (Kaiser)

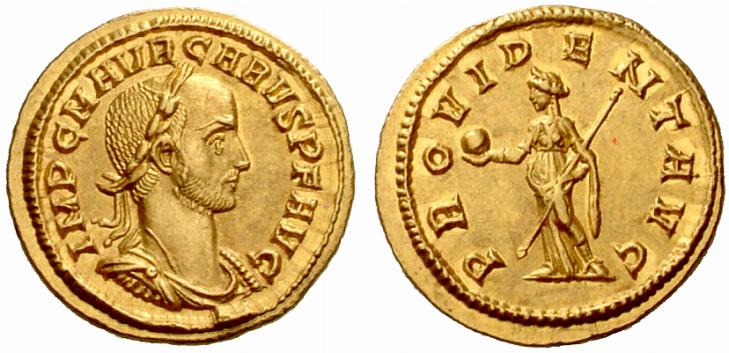
Aureus des Carus

Marcus Aurelius Carus (* um 223 in Narbo Martius; † 283 in Mesopotamien) war von 282 bis 283 römischer Kaiser.

## Leben
Für die kurze Regierungszeit des Carus stehen uns nur wenige Quellen zur Verfügung. In erster Linie sind dies verschiedene spätantike Breviarien (zum Beispiel Aurelius Victors Caesares, das Werk Eutrops und die Epitome de Caesaribus), deren Berichten für das 3. Jahrhundert offenbar eine gemeinsame Quelle zugrunde liegt, die sogenannte Enmannsche Kaisergeschichte. Die Kaisergeschichte des Eusebios, der nicht zu verwechseln ist mit dem Kirchenhistoriker Eusebius von Caesarea, die bis in die Zeit des Carus reichte, ist nicht erhalten. Die Carusbiographie in der Historia Augusta, die das Werk eines anonymen heidnischen Autors um 400 ist, beinhaltet nur wenige verlässliche Informationen. Hinzu kommen weitere spätere Autoren wie Zosimos, der Anonymus post Dionem (wohl mit Petros Patrikios gleichzusetzen) sowie byzantinische Autoren wie Johannes Zonaras, der auf heute verlorene Quellen zurückgreifen konnte (siehe auch Leoquelle). Hinzu kommen Münzen und andere nicht-literarische Zeugnisse.
Der aus Südgallien stammende Carus durchlief eine militärische Karriere. Obwohl Kaiser Probus ihn zum Prätorianerpräfekten ernannt hatte, wurde Carus von den rätischen und norischen Truppen im Jahr 282 zum Gegenkaiser ausgerufen; unklar ist, ob die Usurpation von ihm selbst ausging oder ihm von den Truppen aufgedrängt wurde. Carus fand aber nach der Ermordung des Probus im selben Jahr allgemeine Anerkennung. Der tote Probus wurde von Carus sogar unter die Götter erhoben. Ende 282 erhob Carus seinen ältesten Sohn Carinus, kurz darauf auch seinen jüngeren Sohn Numerianus zum Caesar. Über weitere innenpolitische Maßnahmen des Carus sowie über seine Beziehungen zum Senat ist nur wenig bekannt.
Carus kämpfte mit Erfolg gegen den an der pannonischen Donau und in der ungarischen Tiefebene lebenden sarmatischen Reiterkriegerstamm der Jazygen und errang Anfang 283 einen Sieg über sie. Carus zog anschließend mit seinem Sohn Numerianus in den Krieg gegen Persien, während Carinus als Verwalter im Westen des Reiches zurückblieb. Carinus wurde im Frühjahr 283, wohl zur Sicherung seiner Autorität während der Abwesenheit des Vaters im Osten und aufgrund von Erfolgen gegen die Germanen, zum Augustus erhoben.

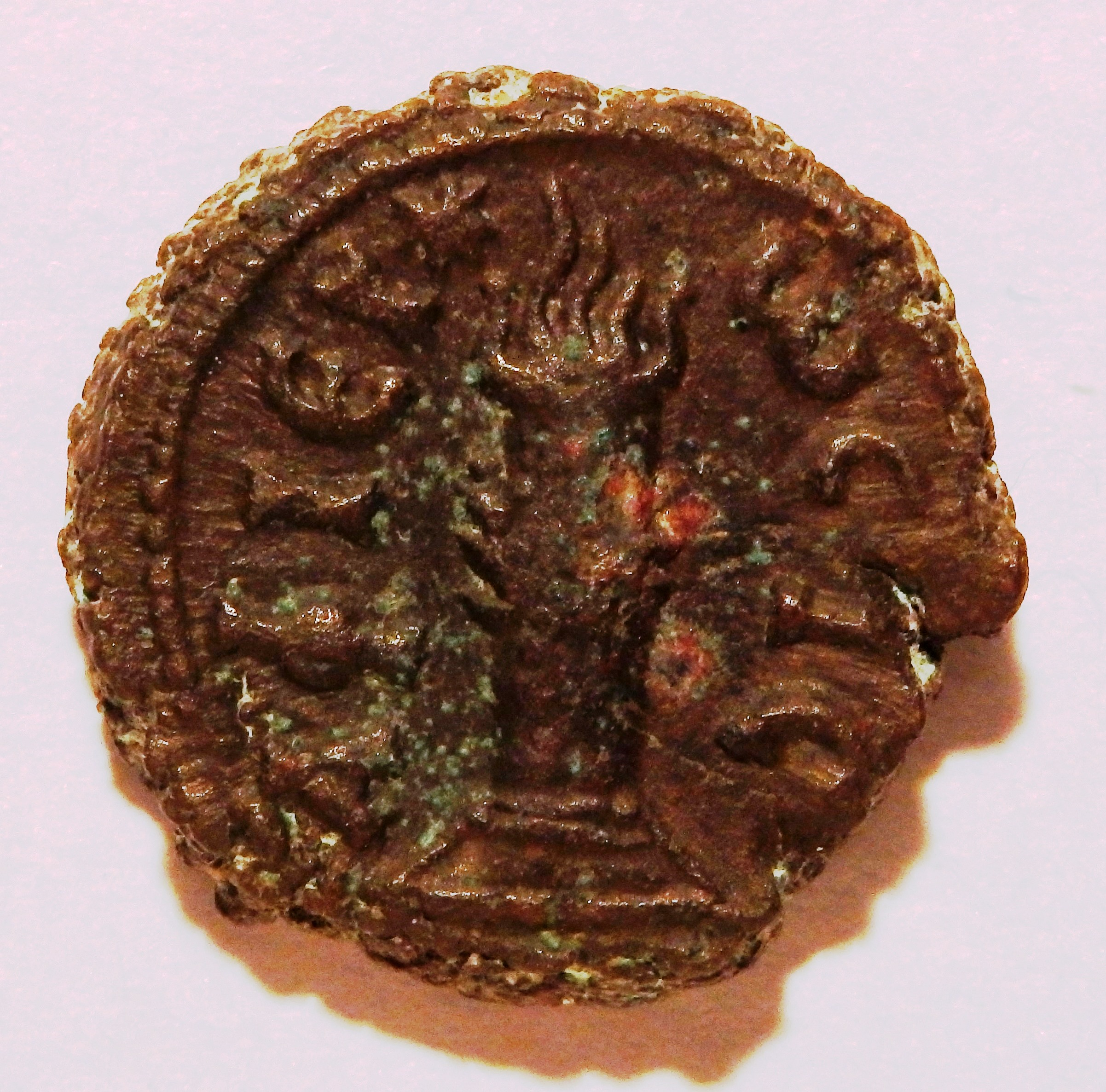
Als Erinnerung an Carus wurde von der römischen Münzstätte in Alexandria eine Billontetradrachme mit einem brennenden Altar auf der Rückseite geprägt.

Carus kam bei seinem Persienfeldzug zugute, dass der damalige Sassanidenkönig Bahram II. mit einer Revolte im Osten seines Reiches zu kämpfen hatte, wo sich dessen Bruder Hormizd erhoben hatte. Offenbar war der Persienfeldzug eine Offensivmaßnahme, denn von vorhergehenden persischen Angriffen auf römisches Gebiet ist nichts bekannt (abgesehen wohl von kleineren Raubzügen). Dies kann als Anzeichen dafür gesehen werden, dass sich die Lage im Imperium nach der vorhergehenden Krisenzeit entspannt hatte. Details über den Feldzug sind kaum bekannt; möglicherweise kann er auch als Racheaktion für die demütigende Niederlage des Valerian gegen die Perser über 20 Jahre zuvor betrachtet werden. Ein siegreicher Feldzug im Osten konnte dem Kaiser zudem neben Beute auch Prestige einbringen. Carus eroberte im Juni/Juli 283 die persische Hauptresidenz Ktesiphon und nahm dann den Ehrentitel Persicus Maximus an. Dennoch hatten weitere Vorstöße der Römer nach Osten keinen Erfolg. Ende Juli 283 fand man den Kaiser tot in seinem Zelt im Feldlager auf. Angeblich wurde er durch einen Blitzschlag getötet, plausibler erscheint aber, dass er an einer Krankheit starb oder ermordet wurde. Seine Söhne traten gemeinsam die Nachfolge an.
Literarisch verarbeitet wurde der Tod des Carus unter anderem in einer Ballade August von Platens.